# 三球電機製作所
株式会社三球電機製作所（さんきゅうでんきせいさくしょ）は、東京都大田区鵜の木に本社を構える製造業者。
1970年（昭和45年）の創業以来、“特注品”、なかでも警察、消防、防災に関わる高い品質と信頼性を求められる通信機器装置を主力製品として開発製造をしている。
警察や消防など特殊なマーケットに技術で貢献し、製品のシェアは9割を手掛ける特注品の製造メーカー。

## 取扱製品
- 指令通信システム
- 交通管制システム
- 大型表示装置
- 遊技機試験機
- 遊技機用基板

## 沿革
- 1970年（昭和45年）- 東京都大田区東蒲田にて創業。資本金570万円
- 1971年（昭和46年）
  - 警察本部向通信指令の製造納入開始
  - 自衛隊向地上通電関連装置の製造納入開始
- 1975年（昭和50年）- 家庭用低周波治療器「アールチェン」厚生省認可を取得し販売開始
- 1976年（昭和51年）- 資本金1200万円に増資
- 1978年（昭和53年）- 東京都大田区下丸子に本社工場を移転
- 1980年（昭和55年）- 資本金2400万円に増資
- 1985年（昭和60年）- 日本電動式遊技機工業協同組合にパチスロ用外部集中端子板を納入開始
- 1987年（昭和62年）- 下丸子に事務所ビルを新築
- 1992年（平成4年）- パチンコCR機用インターフェースボードを開発し、パチンコメーカーに納入開始
- 1996年（平成8年）- 東京都大田区鵜の木に本社工場新築、下丸子工場 工場棟建替え
- 1998年（平成10年）- パチンコ遊技機試射試験システム開発
- 1999年（平成11年）
  - ISO 9001認証取得
  - 鵜の木本社隣接地に工場増築
- 2000年（平成12年）- 創立30周年
- 2001年（平成13年）- 回胴式遊技機試射試験システム開発
- 2005年（平成17年）
  - 埼玉県秩父市みどりが丘に秩父工場完成
  - 埼玉県から彩の国指定工場に認定
  - ISO 14001認証取得
- 2008年（平成20年）- 秩父工場 ISO9001認証取得
- 2010年（平成22年）- 創立40周年
- 2012年（平成24年）- 秩父第二工場完成
- 2013年（平成25年）- 本社・秩父工場にサーバーを設置（バックアップシステム構築）
- 2015年（平成27年）- 秩父工場創業10周年
- 2016年（平成28年）- 秩父第三工場完成
- 2018年（平成30年）- 大宙エレクトロニクス製造部門統合
- 2023年（令和5年）- 秩父工場 管理棟増築
- 2024年（令和6年）- HPリニューアル

## 工場
- 秩父工場 - 埼玉県秩父市みどりが丘21

## 取引先

### 官公庁、協会、組合
- 警察庁・各管区警察局
- 警視庁・道府県警察本部
- 皇宮警察本部
- （一財）保安通信協会
- （一財）全日本交通安全協会
- 日本電動式遊技機工業協同組合
- 遊技場自動補給装置工業組合

### 民間企業
- アクモス株式会社
- NECネッツエスアイ株式会社
- NECプラットフォームズ株式会社
- 株式会社エンターライズ
- オムロン株式会社
- 株式会社オーイズミ
- 株式会社北電子
- 株式会社キヤノン電子
- 株式会社銀座
- 新電子株式会社
- 京楽産業.株式会社
- 株式会社コナミアミューズメント
- サミー株式会社
- 株式会社SANKYO
- 株式会社サンセイアールアンドディ
- 株式会社三洋物産
- 株式会社ジェイ・ティ
- 株式会社シンセイ
- 住友電気工業株式会社
- 住友電工システムソリューション株式会社
- 株式会社総合車両製作所
- ソフトバンク株式会社
- 株式会社ソフィア
- 株式会社大一商会
- 株式会社大都技研
- タイヨーエレック株式会社
- 株式会社高尾
- 株式会社竹屋
- 電通工業株式会社
- 東海旅客鉄道株式会社
- 豊丸産業株式会社
- 株式会社七匠
- ニッコウ電機株式会社
- ネット株式会社
- 日本車輌製造株式会社
- 日本信号株式会社
- 日本電気株式会社
- 日本ラッド株式会社
- 株式会社ニューギン
- パナソニック システムソリューションズ ジャパン株式会社
- 株式会社パイオニア
- 東日本旅客鉄道株式会社
- 株式会社日立国際電気
- 株式会社日立産業制御ソリューションズ
- 株式会社日立システムズ
- 株式会社日立システムズネットワークス
- 株式会社日立システムズフィールドサービス
- 株式会社日立製作所
- 株式会社日立ハイテクソリューションズ
- 株式会社日立パワーソリューションズ
- 株式会社HIPUS
- 株式会社藤商事
- 富士通株式会社
- 株式会社平和
- ベルコ株式会社
- 三菱電機株式会社
- 三菱電機システムサービス株式会社
- MIRAI-LABO株式会社
- 山佐株式会社
- 株式会社ユニバーサルエンターテインメント